# Urchin Software Corporation
Pour les articles homonymes, voir Urchin.
Urchin Software Corporation, plus connue sous le nom de Urchin, fut une société informatique américaine, basée à San Diego, spécialisé dans l'analyse de trafic de sites web. Elle développait notamment un logiciel serveur du même nom qui permettait d'analyser de manière détaillée le trafic d'un site, sa composition, sa répartition géographique, les différentes affluences, les affluents d'un site, ceci de manière quotidienne, hebdomadaire ou mensuelle.
Cette société a été rachetée par Google en mars 2005,,. Son principal logiciel a par la suite donné lieu à deux versions, une payante Urchin Software, abandonnée le 28 mars 2012,, et une gratuite renommée pour l'occasion Google Analytics.